# Ichneumon maius
Ichneumon maius är en stekelart som beskrevs av Cresson 1867. Ichneumon maius ingår i släktet Ichneumon och familjen brokparasitsteklar. Inga underarter finns listade i Catalogue of Life.